# 難波田川
難波田川（なんぱたがわ）は、北海道旭川市を流れる石狩川水系の一級河川。アイヌ名は「シニ ウㇱ ペッ」。
全長約7.1km。牛朱別川の支流である。

## 地理
水源から終端まで、全域が旭川市内、上川盆地内の平地にある。

## 名称の由来
明治時代、屯田兵の将校である難波田憲欽が、増水の度に氾濫を繰り返していた同河川の改修に尽力したことから、その名が付けられた。
その経緯を伝える「難波田川ゆらい碑」が、川沿いにある豊岡キキョウ公園に建っている。碑文を記したのは、憲欽の息子である洋画家の難波田龍起。
ただし、由来の人名が「なんばた」であるのに対し、川の名前は「なんぱた」である。
アイヌ語の「シニ ウㇱ ペッ」は、「いつもここで休む川」の意味だが、その由来は明らかではない。

## 橋梁
豊岡14条には、難波田橋がある。